# Hans Otto Henel
Hans Otto Henel (geboren 29. Dezember 1888 in Leipzig; gestorben unbekannt) war deutscher Autor und Journalist im sozialistischen Umfeld.

## Leben
Henel veröffentlichte 1924 sein Erstlingswerk, die sozialkritische Novellensammlung Schuldige? Geschichten armer Schächer. Im Jahre 1926 schrieb er mit Eros im Stacheldraht sein bis heute bekanntestes Werk, welches 17 Erzählungen von Soldaten aus dem Ersten Weltkrieg „über das Elend der Liebe in Kriegszeiten“ beinhaltet. Dieses Werk hatte Karl Plättner 1928 zu seiner autobiografischen Erzählung Eros im Zuchthaus. Sehnsuchtsschreie gequälter Menschen nach Liebe über das Liebesleben von Häftlingen inspiriert. Henel wurde zum Buchtag 1931 mit dem
Literarischen Ehrenpreis der Stadt Leipzig ausgezeichnet.
Henel hat weiters bei der Leipziger Volkszeitung Artikel und Filmkritiken veröffentlicht (gesichert 1923–1929). Filmkritiken wurden auch in der Münchner Telegramm-Zeitung abgedruckt.

## Werke (Auswahl)

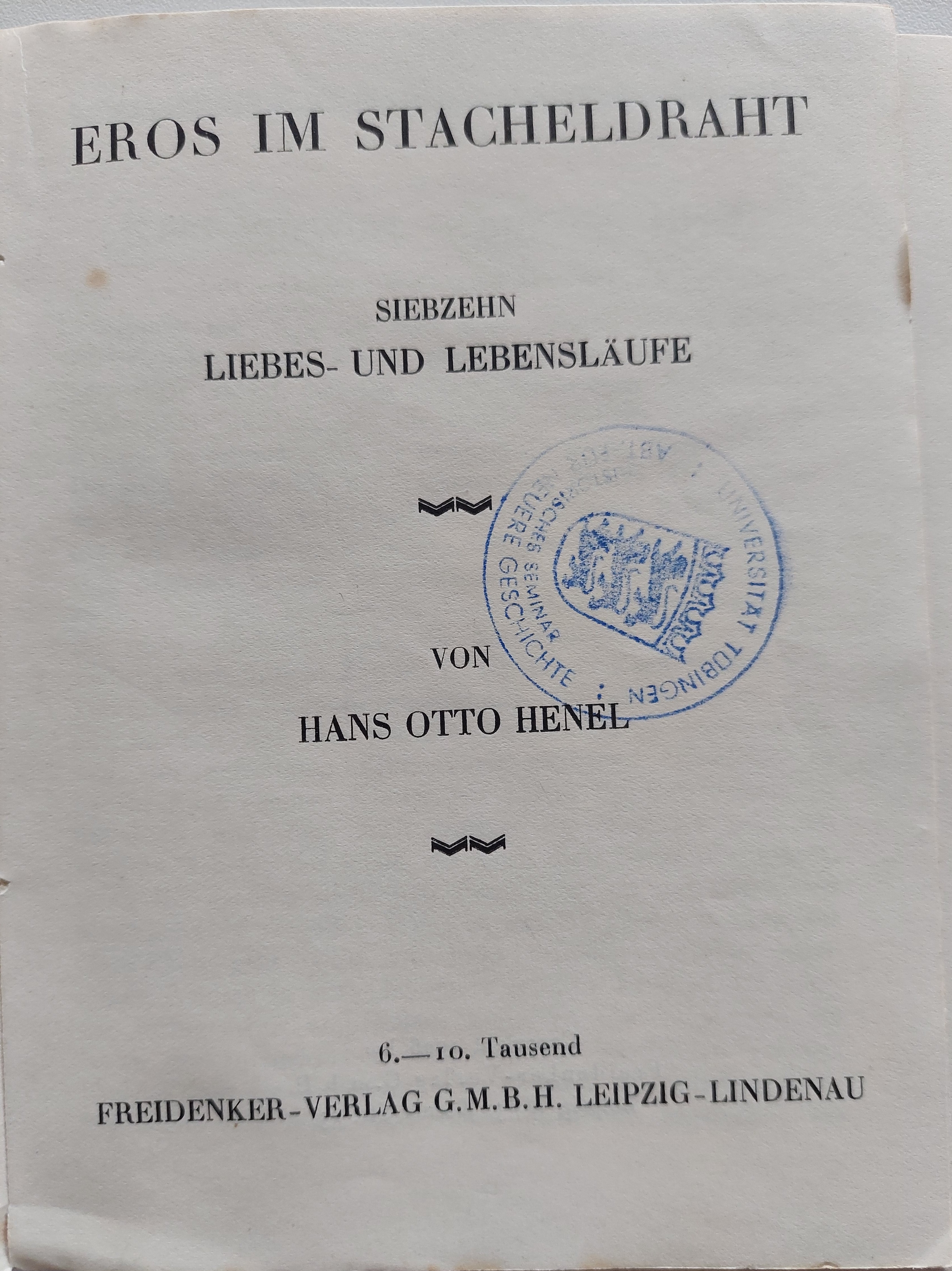
Eros im Stacheldraht (1926)

- Schuldige? Geschichten armer Schächer, Verlag die Wölfe, Leipzig 1924, mit Illustrationen von Otto Pleß
- Lichtwärts! Ein Sonnwendspiel für Sprechchor, Wanderer-Verlag, Meißen 1924, mit einem Holzschnitt von Otto Pleß
- Thron und Altar ohne Schminke. Vergessene Historien und Histörchen, Freidenker-Verlag, Leipzig-Lindenau 1926
- Die rote Jule. Dramolett in zwei Aufzügen, Verlag Proletarische Tribüne, Leipzig-Schleußig 1926
- Eros im Stacheldraht. Siebzehn Liebes- und Lebensläufe. Leipzig/Berlin 1926
  - Fackelreiter, Hamburg 1931 (2. Auflg.), Umschlag von Heinrich Jansen
  - Eros i taggtråden, Fredens förlag, Sthlm 1931
  - Eros en las alambradas, 1931? (spanisch)
- Der Mann der Stunde. Kleine Erzählungen, Büchergilde Gutenberg, Berlin 1928
- 400 Jahre Schindluder. Historische Kleinbilder von Untertanen und ihren Herren, Der Freidenker, Berlin 1928
- Matky, Rozsevačka 1928 (tschechisch)
- Die Kellnerin Molly. Roman, Hamburg-Bergedorf 1933
- Der Ehespiegel – Ein nützliches und ergötzliches Spruchbüchlein, A. Bergmann, Leipzig 1941